# Parafia Podwyższenia Krzyża Świętego w Kwietniewie
Parafia Podwyższenia Krzyża Świętego w Kwietniewie – parafia rzymskokatolicka w diecezji elbląskiej. Erygowana w 1299 roku, reerygowana 15 lipca 1971 roku przez warmińskiego administratora apostolskiego Józefa Drzazgę. 
Do parafii należą wierni z miejscowości: Kwietniewo, Święty Gaj, Dymnik, Protowo, Powodowo, Sójki, Jankowo, Nowe Dolno, Stare Dolno, Świdy. Tereny te znajdują się w gminie Rychliki w powiecie elbląskim w województwie warmińsko-mazurskim. 
W Świętym Gaju, miejscu przypuszczalnej śmierci świętego Wojciecha, znajduje się diecezjalne Sanktuarium świętego Wojciecha. 
Parafia liczy sobie 1640 wiernych.  